# Dasyuromorphia
I Dasiuromorfi (Dasyuromorphia Gill, 1872) sono un ordine di marsupiali australasiani, detti anche marsupiali carnivori. La famiglia dei Tilacinidi (Thylacinidae), il cui ultimo rappresentante, Thylacinus cynocephalus, si è estinto nel 1936, vi apparteneva. Oggi, tranne il numbat (Myrmecobius fasciatus), tutte le specie viventi appartengono alla famiglia Dasyuridae.

## Tassonomia
- Ordine Dasyuromorphia
  - Famiglia Thylacinidae † – Tilacinidi
  - Famiglia Dasyuridae – Dasiuridi (72 specie)
  - Famiglia Myrmecobiidae – Mirmecobidi (1 specie)